# Erman Kılıç
Erman Kılıç, né le 20 septembre 1983 à Erzincan, est un joueur de football turc évoluant au poste de milieu de terrain gauche et droit.
Il évolue actuellement au club turc d'Eskişehirspor.

## Carrière
Erman commence sa carrière au Bergama Belediyespor, avant d'être transféré à Göztepe. Après deux saisons passées à Izmir, il est transféré à Elazığspor. 
En 2007, Erman quitte Izmir et s'engage avec un club de la ville d'Istanbul, l'İstanbul BBSK. C'est avec cette équipe qu'il découvre la première division turque. Après avoir joué deux saisons à Istanbul, il s'envole pour Sivas où il reste quatre saisons. 
Le 5 mai 2013, il est transféré au Galatasaray SK.
Il quitte le Galatasaray SK en Août 2013 pour rejoindre le Eskişehirspor